# Municipio de Union (condado de Delaware, Indiana)
El municipio de Union (en inglés: Union Township) es un municipio ubicado en el condado de Delaware en el estado estadounidense de Indiana. En el año 2010 tenía una población de 2838 habitantes y una densidad poblacional de 36,96 personas por km².

## Geografía
El municipio de Union se encuentra ubicado en las coordenadas 40°20′19″N 85°22′50″O / 40.33861, -85.38056. Según la Oficina del Censo de los Estados Unidos, el municipio tiene una superficie total de 76.79 km², de la cual 76 km² corresponden a tierra firme y (1,03 %) 0,79 km² es agua.

## Demografía
Según el censo de 2010, había 2838 personas residiendo en el municipio de Union. La densidad de población era de 36,96 hab./km². De los 2838 habitantes, el municipio de Union estaba compuesto por el 97,85 % blancos, el 0,35 % eran afroamericanos, el 0,28 % eran amerindios, el 0,04 % eran isleños del Pacífico, el 0,25 % eran de otras razas y el 1,23 % eran de una mezcla de razas. Del total de la población el 1,41 % eran hispanos o latinos de cualquier raza.